# ديميتريوس الأول (المخلص)

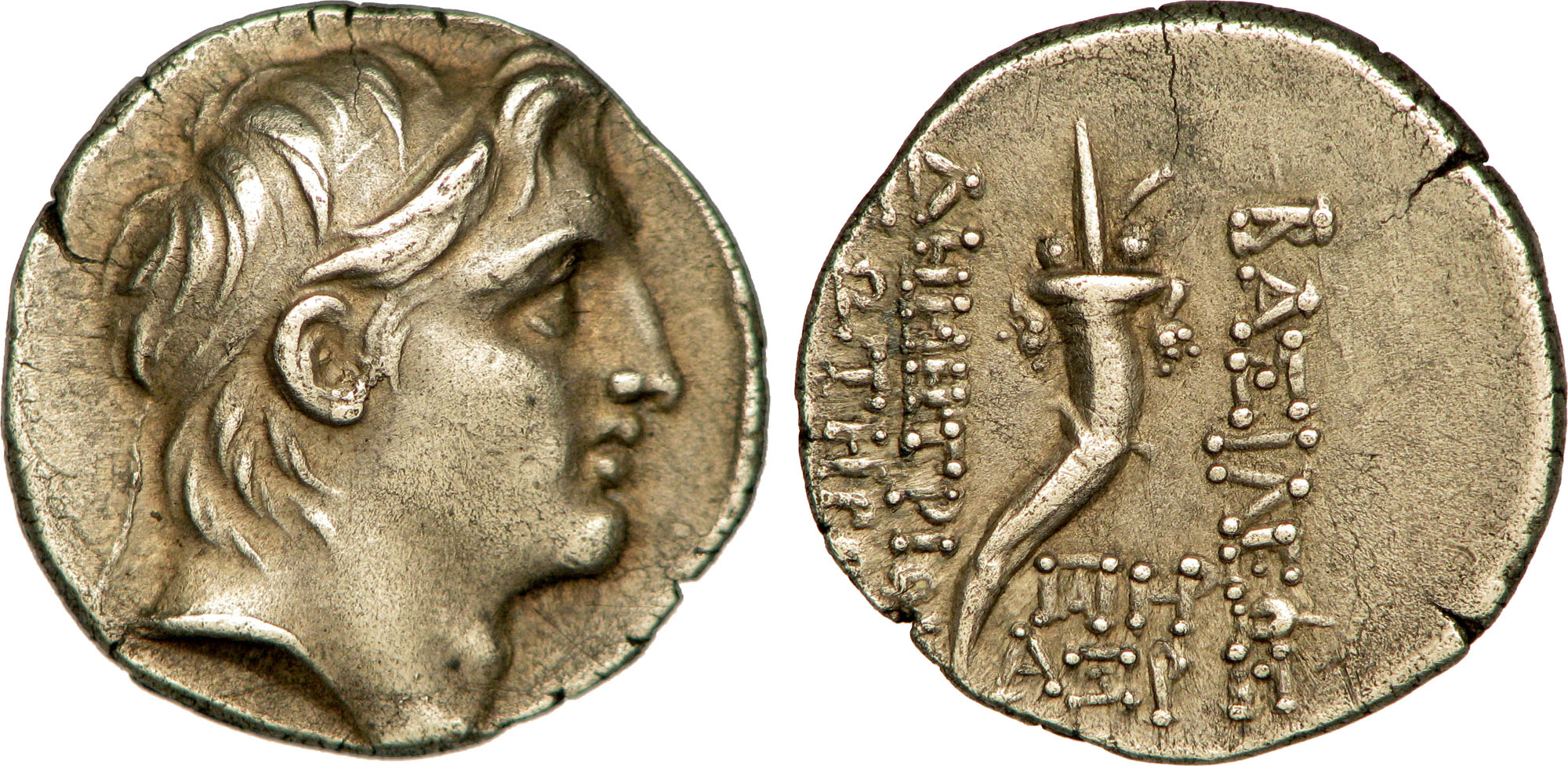
ديميتريوس الأول (المخلص)

ديميتريوس الأول (185 ق.م - 150 ق.م)(باليونانية القديمة: Δημήτριος Α) وملك الدولة السلوقية وابن سلوقس الرابع حكم من (161 ق.م - 150 ق.م).
اُرسل كرهينة إلى روما في عهد والده سلوقس الرابع وأمه لاوديس الرابعة، عندما اغتيل أبوه على يد وزير ماليته هيليودورس في 175 ق.م، قام عمه أنطيوخوس الرابع بقتل المغتصب وأخذ العرش لنفسه، وعندما مات في 163 ق.م خافه ابنه أنطيوخوس الخامس وهو لا يزال في التاسعة من العمر بمساعدة ليسياس.
طلب ديميتريوس من روما إعادة العرش له لكن طلبه رُفض لان روما رأت أن سوريا تحكم من صبي أفضل من أن تحكم من رجل، قامت روما بارسال بعثة إلى السلوقيون لاغراق سفنهم وتدمير اسلحة والتي رأت روما بأنه مخالفة لمعاهدة أفاميا والتي نصت على خفض الأسلحة للدولة السلوقية فهذا أدى إلى اضعاف أنطوخيوس الخامس ولاسياس.
هرب ديمتريوس من روما واسترد عرشه وقتل كلا من أنطوخيوس الخامس ولاسياس، قام ملك الميديين تيمارخوس والذي كان يدافع عن مملكته ضد البارثيون بتوسيع مملكته في بلاد بابل، لكنه قواته لم تكن كافيه لمواجهة قوات الدولة السلوقية بقيادة ديمتريوس فخسر ملك الميديين وقتل في 160 ق.م، وعادت الدولة السلوقية موحدة.
الكسندر بالاس والذي يدعي انه الابن الشرعي لأنطوخيوس الرابع طالب بالعرش ودعمته روما واليهود الذين سبق لديمتريوس من قتل ملكهم واسترداد اراشيهم في فلسطين، فقتل ديمتريوس وأصبح الكسندر بالاس هو الحاكم.